# Timbales
I timbales sono uno strumento musicale a percussione della famiglia membranofoni. Ogni timbale è costituito da un fusto metallico e una pelle battente sintetica, ma privo di pelle di risonanza. Sono montati a coppie: il tamburo dal diametro maggiore ha il suono più grave.
In aggiunta ai due tamburi, sul supporto possono completare il kit accessori quali campanacci, jam-block, piatti splash ed altri.
Si suonano con le bacchette e la tecnica esecutiva di questo strumento permette di ottenere molte sfumature.
Ad esempio si può suonare la parte superiore del tamburo o il corpo dello strumento. In questo caso la tecnica utilizzata prende il nome di paila. Si può suonare la paila sia con il fusto delle bacchette che con la punta; nel primo caso il suono risulterà più potente, nel secondo invece risulterà più delicato.
I diametri più diffusi dei fusti variano tra 12' e 14' (30 e 36 cm), ma esistono anche misure di 8' e 10' (20 e 25 cm) dal suono più acuto che prendono il nome di timbalitos.
Oltre che come set autonomo, i timbales sono anche usati come estensione del set normale della batteria.
I timbales vengono usati spesso nella musica latino-americana, soprattutto caraibica come mambo, salsa, reggae, cha-cha-cha. 
Uno degli artisti più popolari che ne ha esaltato l'uso è Tito Puente.

## Storia
I timbales nascono intorno al 1910 a Cuba parallelamente al Danzón, genere musicale nato dalla Contraddanza francese, portato a Cuba da profughi haitiani. All'inizio il Danzon veniva accompagnato da timpani chiamati "timpani creoli" (timbales vuol dire "timpani" in francese). Ben presto a causa della loro scomodità i timpani non furono più utilizzati; allo stesso tempo non si potevano utilizzare strumenti di origine africana "contadina". Nacquero così i timbales, che in seguito si arricchirono di accessori che tuttora li compongono.

## Musicisti famosi
Il musicista che suona i timbales si chiama timbalero. Timbaleri degni di nota sono:

### Nel mondo
- Jose Luis Quintana "Changuito"
- José "Chepito" Areas
- Willie Bobo
- Guillermo Barreto
- Eguie Castrillo
- Charlie "El Pirata" Cotto
- Ulpiano Díaz
- Sheila E.
- Pete Escovedo
- Frank "El Pavo" Hernández
- Ralph Irizarry
- Orlando Marín
- Nicky Marrero
- Osvaldo "Chihuahua" Martínez
- Lance Morgan
- Mario "Papaíto" Muñoz
- Ubaldo Nieto
- Manny Oquendo
- Calixto Oviedo
- Karl Perazzo
- Roberto Plá
- Tito Puente
- Luisito Quintero
- Marc Quiñones
- Louie Ramírez
- Jose “Joseíto” Rodríguez
- Ray Romero
- Willie Rosario
- Jimmy Sabater
- Bobby Sanabria
- Silvano "Chori" Shueg
- Julián Silva
- Marco Antonio Solis
- Tony Succar
- Amadito Valdés
- Orestes Vilato

### In Italia
- Paulo La Rosa
- Sergio Quarta